# المرأة في إستونيا
النساء في إستونيا هن النساء اللواتي وُلدن فيها، أو من المقيمين في إستونيا الواقعة في أوروبا. إستونيا هي دولة تقع في منطقة بحر البلطيق بشمال أوروبا.

## سياسة
حصلت النساء الإستونيات لأول مرة على حق التصويت من الحكومة الروسية المؤقتة في 12 أبريل 1917 إلى جانب إستونيا التي حصلت على استقلال وطني ككيان موحد. 

## نسبة المواليد بالبلد

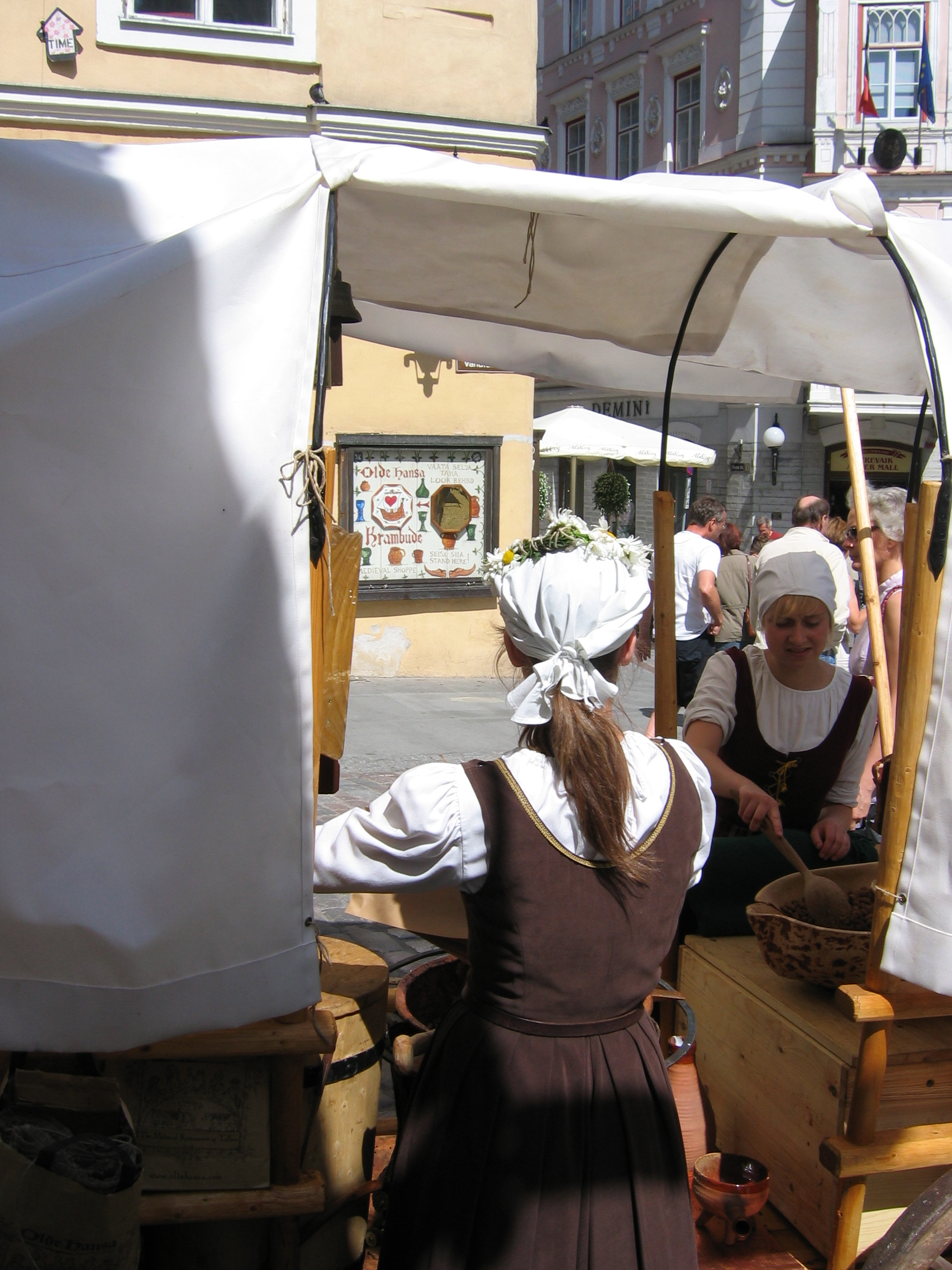
امرأتان استونيتان حديثتان في العمل وهما ترتديان الزي التقليدي.

بين عامي 1970 و1990، كان معدل الخصوبة الإجمالي (معدل الخصوبة - متوسط عدد الأطفال الذين تحملهم المرأة ) من النساء الإستونيات أكثر بقليل من طفلين مولودين لكل امرأة.حدث انخفاض سريع في معدل الخصوبة الإجمالي بعد الاستقلال. في عام 1998 تم تسجيل أقل معدل: 1.28 مولود لكل امرأة. في عام 2001، ذكرت الأمم المتحدة من خلال تقريرها السنوي العالمي عن السكان أن «إستونيا كانت واحدة من أسرع الدول تقلصًا على وجه الأرض، معرضة لخطر فقدان نصف سكانها البالغ عددهم 1.4 مليون نسمة بحلول منتصف القرن».
```

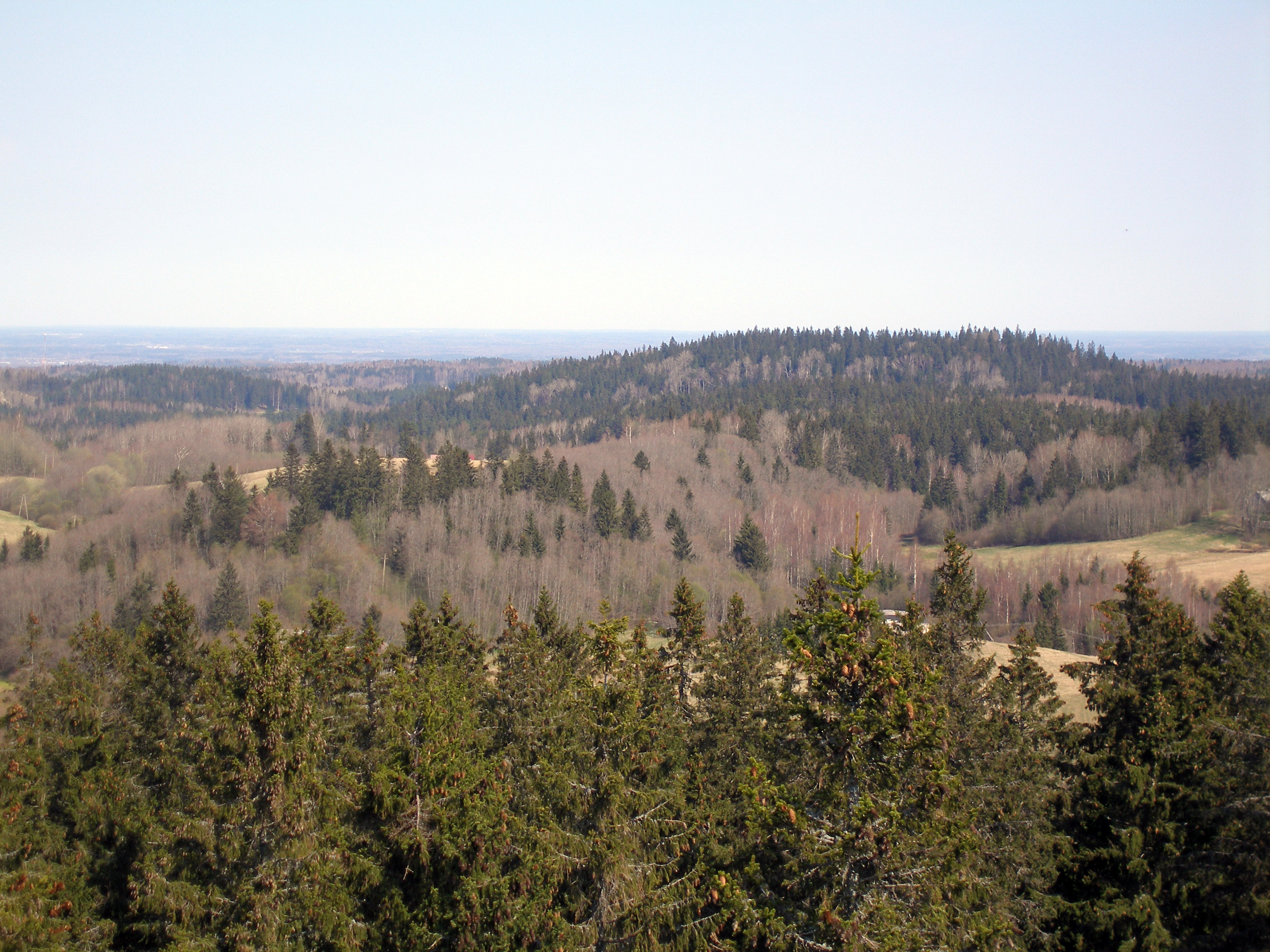
عرض من أعلى نقطة من إستونيا

ولمنع هذا الانخفاض في معدل 
الخصوبة
 الإجمالي، كانت إحدى الخطوات التي اتخذتها الحكومة 
الإستونية
 منذ عام 2004 هي البدء في «دفع» 
النساء
 من خلال تقديم إعانات مالية «من أجل الحصول على أطفال» يعرف باسم «راتب الأم»). بعد 
الولادة
 وخلال إجازة الأمومة، حصلت 
المرأة
 
الإستونية
 العاملة على دخل شهري كامل لمدة تصل إلى 15 شهرًا (أي ما يعادل 1,560.00 
دولار
 أمريكي)؛ تلقت 
النساء
 غير العاملات اللواتي أنجبن إعانة شهرية تعادل 200.00 
دولار أمريكي
. 
[
2
]
وقد تعافى 
معدل الخصوبة
 الإجمالي قليلًا في السنوات الأخيرة، لكنه يتغير حسب 
السنة
، واستمر في البقاء دون معدل الاستبدال (بمعدل 1.54 طفلاً / امرأة في عام 2014). 
[
4
]
 كما هو الحال في العديد من البلدان 
الأوروبية
 الأخرى، ضعفت العلاقة بين 
الزواج
 
والخصوبة
 خلال العقود الماضية: معظم الأطفال يولدون اليوم خارج نطاق 
الزواج
 (59٪ من الأطفال وُلدوا من غير المتزوجات في عام 2014). 
[
5
]
 متوسط عمر الأمهات عند الولادة الأولى في 
عام
 2014 كان 26.6 سنة. 
[
5
]
```

## الديانة

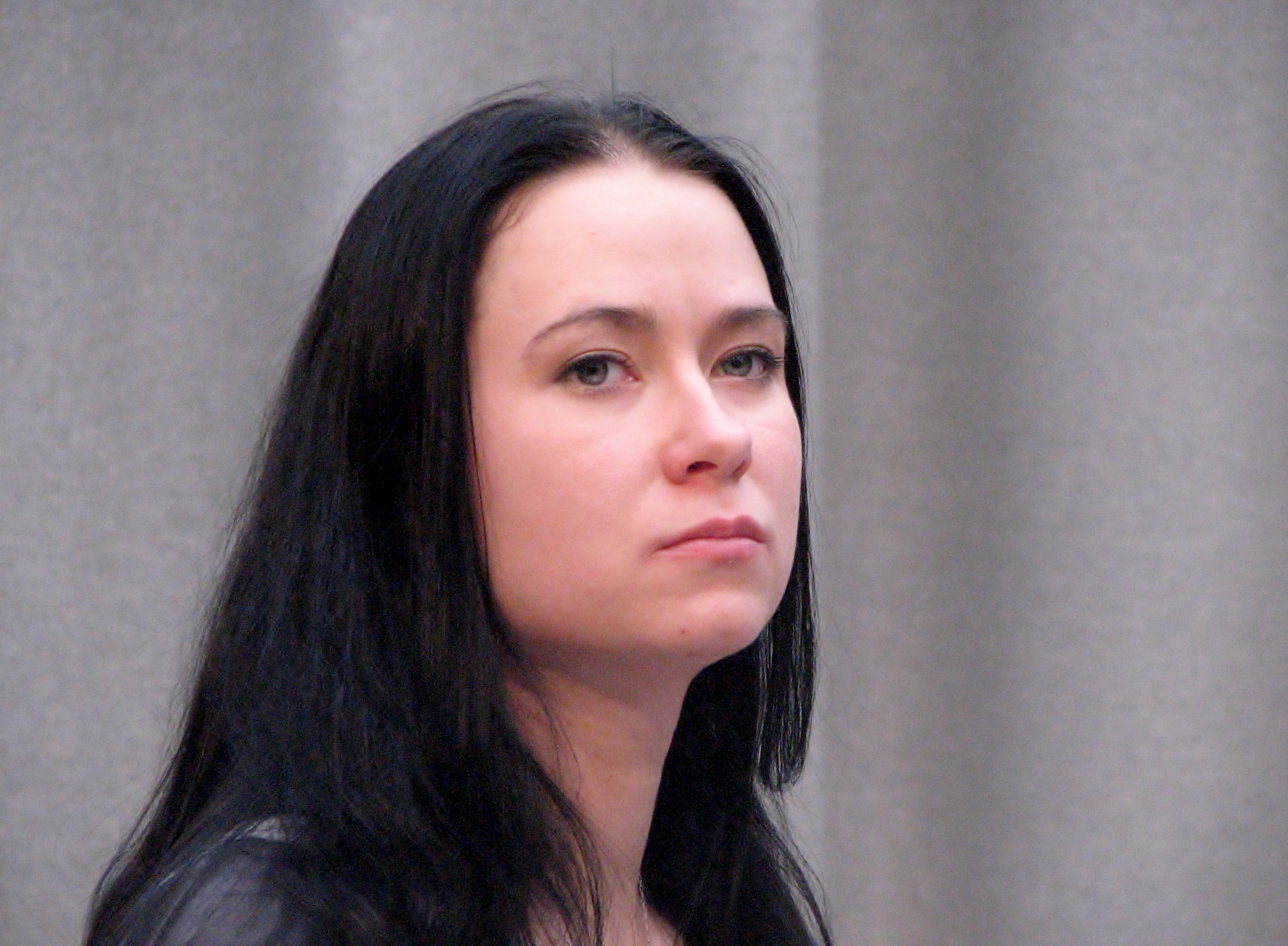
امرأة إستونية.

في الماضي، وفقًا للأساطير الإستونية، كانت النساء القديمة في إستونيا يؤمننّ بإله المرأة وحمايتها للنساء الحوامل في المخاض المعروفين باسم ريجوتاخا.
تم ترسيم سيدة الدين الأولى للين فيينثال في عام 1967 من قبل الكنيسة الاستونية الإنجيلية اللوثرية.

## وصلات خارجية
- http://estonia.ukrnetia.com/characteristics-of-typical-estonian-woman/
- http://www.armenianwomen.net/estonian-women/